# Антоніо Сальєрі
Антоніо Сальєрі (італ. Antonio Salieri, 18 серпня 1750 — 7 травня 1825) — австрійський композитор, диригент і педагог італійського походження.

## Життя і творчість
Народився у Леньяго, Венеційська республіка у заможній купецькій родині. Вивчав композицію в Падуї та Венеції. На запрошення Флоріана Леопольда Гассмана в 1766 році приїхав в Відень і завдяки урокам Гассмана, який познайомив з лібретистом П'єтро Метастазіо і композитором Глюком та іншими, був прийнятий на імператорську службу, в 1774 року після смерті Гассмана отримав посаду придворного композитора, а в 1788 році також і капельмейстера імператорського оркестру.
Сальєрі є автором понад 40 опер, серед яких найвідоміші — «Данаїди» (1784), «Тарар» (1787) і «Фальстаф» (1799). Спеціально для відкриття театру «Ла Скала» він написав оперу «Визнана Європа» (1786), на прем'єрі якої співала Франческа Лебрен і яка до цього дня йде на цій сцені. Ранні опери Сальєрі витримані в класичній італійської традиції, проте з 1780-х років Сальєрі сприйняв традиції К. В. Глюка, завдяки чому його опери мають великий успіх у завойованому Глюком Парижі. Сальєрі також є автором оркестрової, камерної, духовної музики, в тому числі «Реквієму», написаному 1804 року, але вперше виконаному на його похороні
Сальєрі також займався педагогічною діяльністю. Серед його учнів — Л. Бетховен, Ф. Шуберт, Ф. Ліст, К. Черні, Мейєрбер, Гуммель та Франц Ксавер Вольфганг Моцарт. За свідченням сучасників, відносини Сальєрі зі своїми учнями були дуже теплими та емоційними (вважається, що від'їзд Ліста з Відня став приводом для невдалої спроби самогубства Сальєрі). Помер Сальєрі у Відні 1825 року.

## Моцарт і Сальєрі
Існує давня легенда, згідно з якою, нібито А.Сальєрі отруїв Моцарта. Ця легенда лягла в основу ряду художніх творів, зокрема драми Пушкіна «Моцарт і Сальєрі» (1831), поставленої за нею опери Римського-Корсакова (1898), п'єси Пітера Шеффера «Амадей» (1979) і заснованому на ній однойменному фільмі Мілоша Формана (1984).
Проте підтверджень того, що Сальєрі був причетний до смерті Моцарта, не існує. В листах 1780-х років Моцарт припускався досить гострих висловлювань на адресу Сальєрі, проте ці висловлювання не відрізняються від аналогічних на адресу інших музикантів-конкурентів. Водночас в останньому листі Моцарта дружині (14 жовтня 1791 року) Моцарт описує захоплену реакцію Сальєрі по відвідуванні вистави «Чарівної флейти». Відомо, що в другій половині 1780-х рр. Сальєрі диригував кількома творами Моцарта, а після свого призначення капельмейстером придворної опери в 1788 року перш за все повернув до репертуару оперу Моцарта «Весілля Фігаро». Існував навіть музичний твір, написаний Моцартом і Сальєрі спільно: кантата для голосу і фортепіано «На одужання Офелії».
Існує версія, що легенда пов'язана з політичним підтекстом: на межі XVIII—XIX ст. музичним критикам і першим біографам Моцарта було важливо підкреслити вірність музики Моцарта своїй, австро-німецькій традиції, протиставивши її італійському впливу, уособленням якої було обрано Сальєрі.
Італійський психіатр Чезаре Ломброзо у своїй книзі «Геніальність і божевілля» писав, що Моцарт страждав манією переслідування, вважаючи, що італійські композитори заздрять йому й бажають його вбити.
У Мілані 1997 року відбувся судовий процес, де було, нарешті, вирішено покінчити з неясністю. «У травневі дні 1997 року в Мілані, в головному залі Палацу юстиції проходив незвичайний судовий процес: розглядався злочин двовікової давності. (…) Слухалася справа Сальєрі про отруєння ним великого Моцарта. … Через двісті років Антоніо Сальєрі було виправдано».